# Latarnia morska Hartland Point
Latarnia morska Hartland Point – latarnia morska położona na skalistym półwyspie Hartland Point w hrabstwie Devon. Latarnia położona jest około 5 km na północny zachód od miasta Hartland. W 1989 roku latarnia wraz z sąsiadującymi budynkami została wpisana na listę zabytków English Heritage pod numerem 1309148. Latarnia sąsiaduje z latarnią morską Trevose Head, latarnią morską Lundy South oraz latarnią morską Crow Point.
Latarnia została zbudowana w latach 1872-1874 według projektu Sir Johna Douglassa z Trinity House.  Uruchomiono ją 1 lipca 1874 roku, a pierwszego zapalenia lampy dokonała Lady Stuckley z Hartland Abbey. Z powodu swojego położenia, na końcu przylądka, latarnia narażona jest na szybką erozję, dlatego w 1925 roku, Trinity House, zmuszone zostało do budowy poniżej latarni betonowej ściany-falochronu o długości 30 metrów i wysokości 6 metrów.
W 1984 roku latarnia została zautomatyzowana i jest sterowana z Trinity House Operations Control Centre w Harwich.